# Dove si balla
Dove si balla è un singolo del rapper e cantautore italiano Dargen D'Amico, pubblicato il 2 febbraio 2022 come secondo estratto dall'ottavo album in studio Nei sogni nessuno è monogamo.
Il brano è stato eseguito in gara al Festival di Sanremo 2022 durante la prima serata della kermesse musicale. Al termine del Festival il brano si è posizionato alla nona posizione della classifica finale.
Il brano risulta essere il 3°, nella storia del Festival di Sanremo, con il più alto numero di copie certificate in epoca FIMI.

## Descrizione
Si tratta di una canzone dance pop ispirata alle sonorità eurodance e italodance degli anni novanta, caratterizzata anche da sonorità techno.
Ha raggiunto la 4ª posizione delle classifiche radiofoniche.

## Video musicale
Il video, diretto da Matteo Colombo, è stato reso disponibile il 2 febbraio 2022 sul canale YouTube dell'artista.

## Tracce
Testi di Jacopo Matteo Luca D'Amico, Edwyn Roberts e Gianluigi Fazio, musiche di Jacopo Matteo Luca D'Amico, Edwyn Roberts, Gianluigi Fazio e Andrea Bonomo.
1. Dove si balla – 3:18

## Formazione
- Dargen D'Amico – voce
- Dana – produzione, arrangiamento, registrazione
- Edwyn Roberts – produzione, arrangiamento
- Luigi Barone aka Gigi Barocco – missaggio, mastering

## Classifiche

### Classifiche settimanali
| Classifica (2022) | Posizione massima |
| ----------------- | ----------------- |
| Italia            | 3                 |
| Svizzera          | 70                |

### Classifiche di fine anno
| Classifica (2022) | Posizione |
| ----------------- | --------- |
| Italia            | 3         |
| Classifica (2023) | Posizione |
| Italia            | 76        |